# BigDog

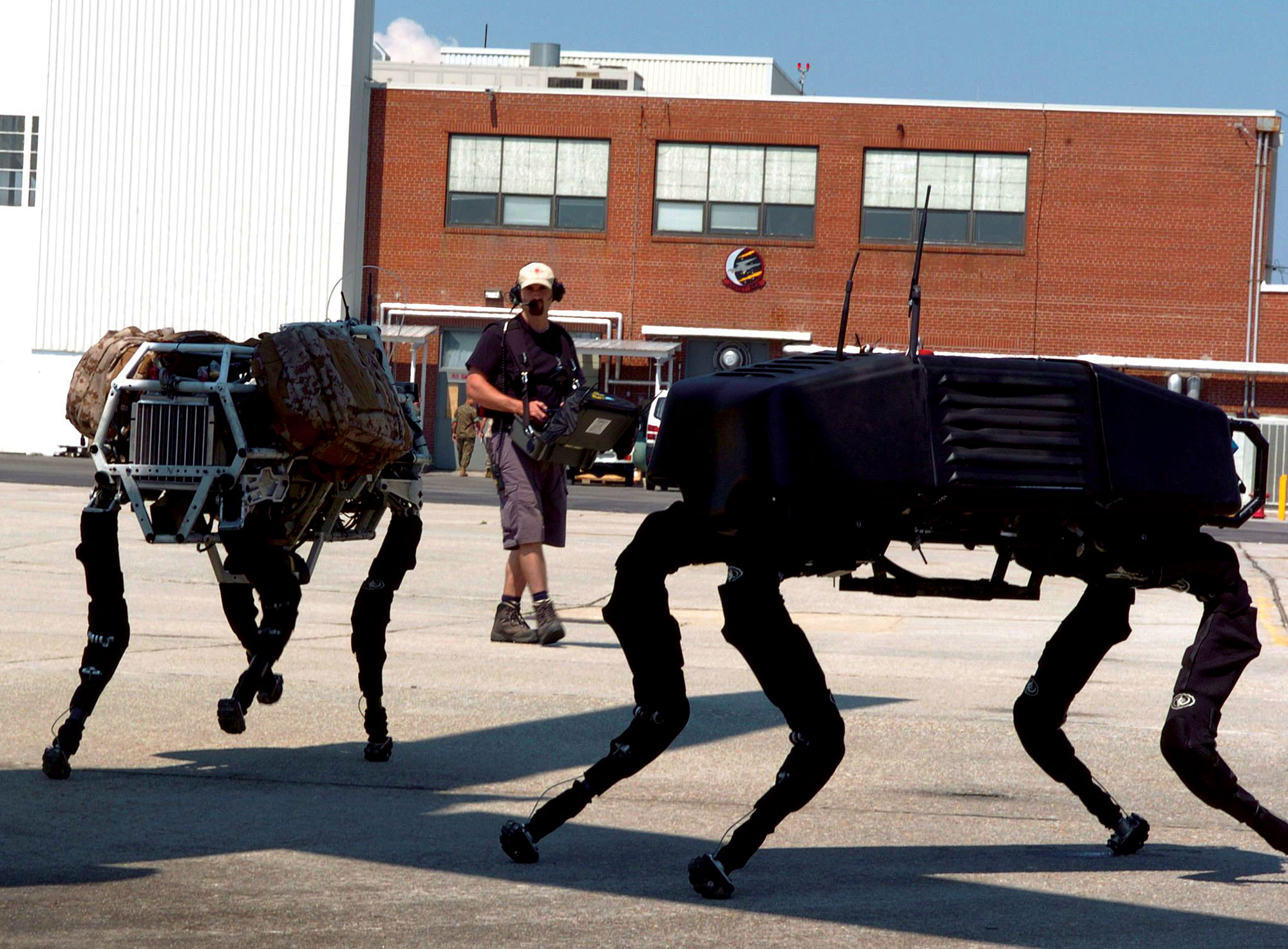
BigDog

BigDog – mobilny czworonożny robot stworzony przez firmę Boston Dynamics w 2005 roku. Budowa robota jest finansowana przez DARPA, a jego głównym zadaniem ma być przenoszenie ciężkich ładunków dla małych grup żołnierzy operujących na obcym trudnym terenie uniemożliwiającym korzystanie z pojazdów kołowych. Robot dysponuje laserowym żyroskopem oraz systemem widzenia stereoskopowego. Stworzono trzy wersje robota, ostatnią jest AlphaDog.